# مقاطعة يامبول
مقاطعة يامبول (بالبلغارية: Област Ямбол)‏ هي مقاطعة بلغارية تقع في جنوب شرق بلغاريا. يُقدر عدد سكانها بـ 131,447 نسمة ومساحتها 3,355.5 كم2.

## الموقع
موقع المقاطعة بين مقاطعات بلغاريا: